# Ottaviania
Ottaviania è un genere di pesci ossei estinto, appartenente ai perciformi. Visse nell'Eocene medio (circa 49 milioni di anni fa) e i suoi resti fossili sono stati ritrovati in Italia, nel famoso giacimento di Bolca.

## Descrizione
Questo pesce era di piccole dimensioni, e solitamente non superava la lunghezza di 15 centimetri. Il corpo era snello e dotato di una testa alta e grossa in relazione al corpo; gli occhi erano grandi e le fauci erano ampie. La pinna dorsale anteriore iniziava appena dopo la testa ed era sostenuta da forti spine; di forma nastriforme e allungata, era seguita da una seconda pinna dorsale di piccole dimensioni, sostenuta da raggi più sottili. La pinna anale era posizionata direttamente sotto la seconda pinna dorsale ed era di forma e dimensioni simili. La pinna caudale, profondamente biforcuta, era dotata di due lobi piuttosto stretti. Ottaviania era inoltre caratterizzato da una caratteristica unica, ovvero l'ultima costola pleurale dotata di una flangia particolarmente larga. 

## Classificazione
Il genere Ottaviania venne descritto per la prima volta nel 1983 da Lorenzo Sorbini, sulla base di resti fossili ottimamente conservati provenienti dal famoso giacimento di Bolca, in provincia di Verona; la specie tipo è Ottaviania mariae. Inizialmente Ottaviania venne attribuito generalmente ai Perciformes, nel sottordine Percoidei, ma la breve descrizione che ne fece Sorbini non fu sufficiente a stabilirne le strette affinità. Successivi studi determinarono ulteriori caratteristiche e indicarono che Ottaviania era un membro della famiglia Lutjanidae (Bannikov, 2004). Successivamente venne attribuita al genere Ottaviania un'altra specie, sempre proveniente dal giacimento di Bolca, O. leptacantha (Bannikov, 2006); questa specie era stata descritta precedentemente da Louis Agassiz nel 1839 come Dentex leptacanthus. 

## Paleoecologia
È possibile che Ottaviania fosse un predatore che viveva nei pressi del fondale, come gli attuali lutianidi.